# Provinz Livorno
Die Provinz Livorno (italienisch Provincia di Livorno) ist eine Provinz der italienischen Region Toskana und hat 19 Gemeinden mit 326.315 Einwohnern (Stand 31. Dezember 2023). Die Hauptstadt ist Livorno. Die Provinz grenzt im Norden und Osten an die Provinz Pisa, im Süden an die Provinz Grosseto und im Westen an das Tyrrhenische Meer. Der Küstenstreifen von Piombino wird auch oft Etruskerküste oder Etruskische Riviera genannt.

## Geographie
Zur Provinz gehören die Inseln Gorgona, Capraia, Elba, Pianosa und Montecristo des Toskanischen Archipels. Der einzige größere Fluss ist der Cecina.

## Größte Gemeinden
(Einwohnerzahlen Stand 31. Dezember 2023)
| Gemeinde            | Einwohner |
| ------------------- | --------- |
| Livorno             | 153.418   |
| Piombino            | 32.509    |
| Rosignano Marittimo | 30.033    |
| Cecina              | 28.061    |
| Collesalvetti       | 16.410    |
| Campiglia Marittima | 12.402    |
| Portoferraio        | 11.845    |
| Castagneto Carducci | 8699      |
| San Vincenzo        | 6415      |

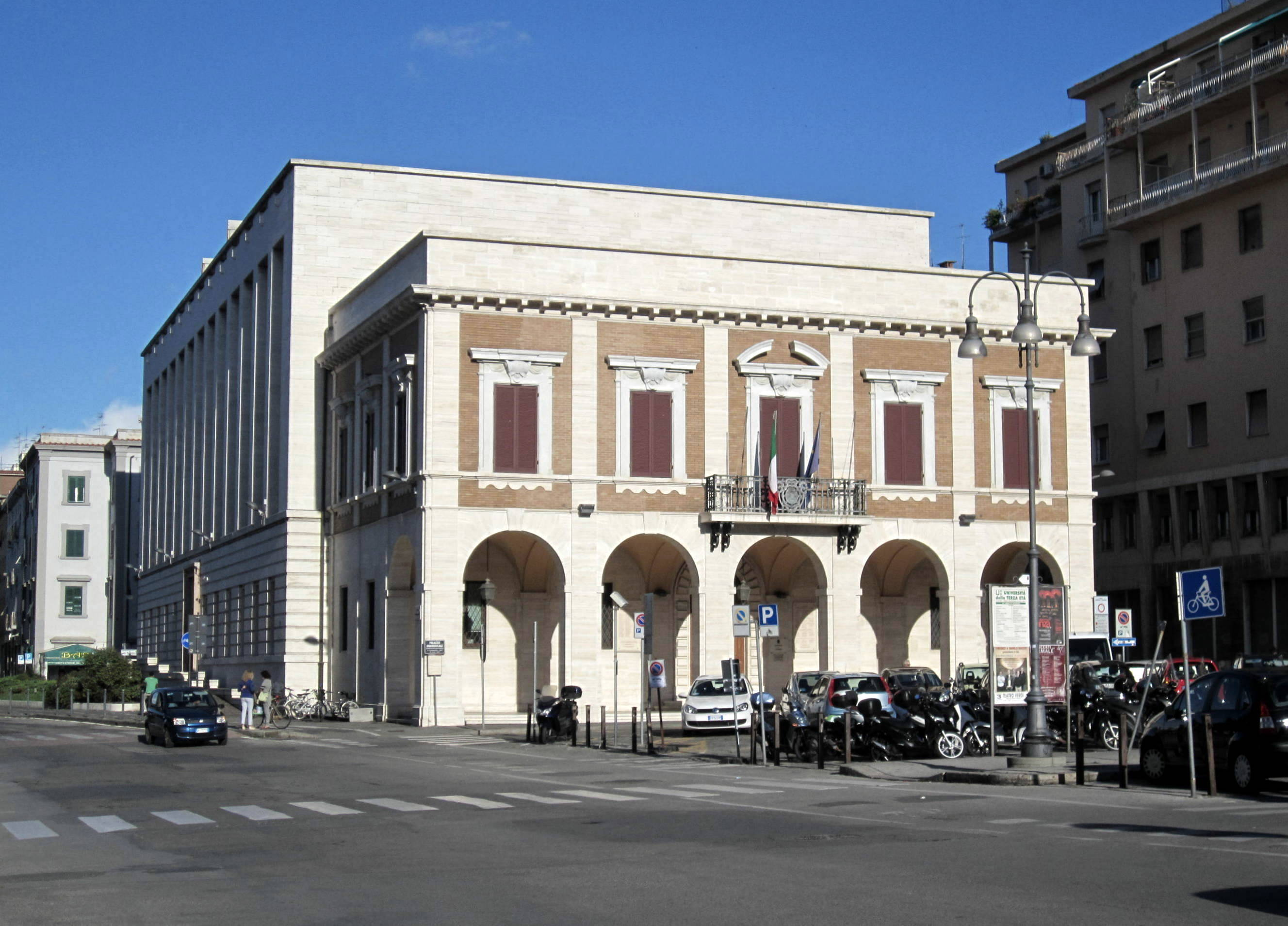
Livorno, Palazzo della Provincia, Regierungssitz der Provinz

Die Liste der Gemeinden in der Toskana beinhaltet alle Gemeinden der Provinz mit Einwohnerzahlen.